# Seymour (Wisconsin)
Seymour é uma Região censo-designada localizada no estado norte-americano de Wisconsin, no Condado de Eau Claire.

## Demografia
Segundo o censo norte-americano de 2000, a sua população era de 1474 habitantes.

## Geografia
De acordo com o United States Census Bureau tem uma área de 7,9 km², dos quais 6,1 km² cobertos por terra e 1,8 km² cobertos por água.

## Localidades na vizinhança
O diagrama seguinte representa as localidades num raio de 16 km ao redor de Seymour.